# 8377 Elmerreese
8377 Elmerreese (1992 SD1) là một tiểu hành tinh vành đai chính được phát hiện ngày 23 tháng 9 năm 1992 bởi K. Endate và K. Watanabe ở Kitami.